# Eros Ramazzotti
Eros Luciano Walter Ramazzotti Molina (Rome, 28 oktober 1963), beter bekend als Eros Ramazzotti, is een Italiaans zanger, tekstschrijver, componist en muziekproducer en een van de internationaal bestverkopende artiesten uit Italië.

## Biografie
Ramazzotti brak in 1984 door in Italië, toen hij het Festival van San Remo won met Terra promessa (vert. "Beloofde land"). Later werd hij internationaal bekend met hits als Se bastasse una canzone, Adesso tu, Musica è en Cose della vita. Dit laatste nummer, dat in 1993 verscheen, zong hij in 1998 nog eens in als duet met Tina Turner en daarmee behaalde hij opnieuw internationaal succes. Ramazzotti bracht tot 2004 negen originele albums uit, met daarop veelal zelf (mede) geschreven composities en daarnaast een album met hoogtepunten in 1997, en twee cd's met liveopnames van concerten. Behalve met Turner nam Ramazzotti duetten op met o.a. Cher, Joe Cocker en Andrea Bocelli.
In november 2005 kwam Calma apparente uit. Hierop staat ook de hit I belong to you, een duet met Anastacia. In 2007 werd E² uitgebracht, een dubbel-cd met hits en vier nieuwe nummers. Tevens nam Ramazzotti een aantal van zijn hits in een nieuwe versie en samen met anderen op.
In mei 2009 kwam zijn studioalbum Ali e radici uit. Deze plaat werd gepromoot met een wereldtournee waarbij Ramazzotti ook Nederland en België aandeed. In december 2010 kwam van deze tournee een dvd en dubbel-cd uit. De titel van deze uitgave is 21.00:Eros Live World Tour 2009/2010.
In november 2012 kwam Ramazzotti met de nieuwe studio-cd Noi. Op 12 oktober 2012 verscheen hiervan de eerste single Un angelo disteso al sole. Op 9 maart 2013 startte een wereldtournee, waarbij Ramazzotti behalve in Italië ook optrad in Nederland en België. Ook in 2015 kwam Ramazzotti naar België.

## Talen
Van alle originele albums bestaan ook Spaanstalige versies. Eros in concert bevat enkele Spaanstalige uitvoeringen. Op enkele duetten na, die (deels) in het Engels zijn gezongen, zijn alle nummers op de originele albums in het Italiaans.

## Voetbal
In 2008 speelde hij als voetballer mee in een Italiaanse oefenwedstrijd voor het goede doel, La Partita del Cuore. In deze wedstrijd scoorde hij vier doelpunten.

## Privé
Ramazzotti was van 1998 tot 2002 getrouwd met Michelle Hunziker. In 1996 kreeg hij met haar een dochter. Met zijn huidige echtgenote, Marica Pellegrinelli, heeft hij een dochter en een zoon.

## Discografie

### Albums
| Album met eventuele hitnotering(en) in de Nederlandse Album Top 100 | Datum van verschijnen | Datum van binnenkomst | Hoogste positie | Aantal weken | Opmerkingen   |
| ------------------------------------------------------------------- | --------------------- | --------------------- | --------------- | ------------ | ------------- |
| Cuori agitati                                                       | 1985                  | -                     |                 |              |               |
| Nuovi eroi                                                          | 14-07-1986            | -                     |                 |              |               |
| In certi momenti                                                    | 02-11-1987            | 25-06-1988            | 21              | 14           |               |
| Musica è                                                            | 04-07-1988            | 07-01-1989            | 7               | 58           |               |
| In ogni senso                                                       | 09-04-1990            | 21-04-1990            | 2               | 42           |               |
| Eros in concert                                                     | 28-10-1991            | 16-11-1991            | 23              | 9            | Livealbum     |
| Tutte storie                                                        | 19-04-1993            | 15-05-1993            | 1(2wk)          | 47           |               |
| Dove c'è musica                                                     | 13-05-1996            | 25-05-1996            | 3               | 40           |               |
| Eros                                                                | 28-10-1997            | 08-11-1997            | 1(1wk)          | 60           | Verzamelalbum |
| Eros Live                                                           | 02-11-1998            | 07-11-1998            | 37              | 7            | Livealbum     |
| Stilelibero                                                         | 30-10-2000            | 04-11-2000            | 9               | 33           |               |
| 9                                                                   | 30-05-2003            | 07-06-2003            | 5               | 49           |               |
| Calma apparente                                                     | 28-10-2005            | 05-11-2005            | 4               | 44           |               |
| E²                                                                  | 25-10-2007            | 03-11-2007            | 5               | 32           | Verzamelalbum |
| Ali e radici                                                        | 22-05-2009            | 30-05-2009            | 2               | 23           |               |
| Eros best love songs                                                | 27-01-2012            | 11-02-2012            | 71              | 4            | Verzamelalbum |
| Noi                                                                 | 12-11-2012            | 17-11-2012            | 14              | 19           |               |
| Eros 30                                                             | 27-10-2014            | 08-11-2014            | 8               | 11           | Verzamelalbum |
| Perfetto                                                            | 11-05-2015            | 16-05-2015            | 5               | 18           |               |
| Vita ce n'è                                                         | 23-11-2018            | 01-12-2018            | 22              | 2            |               |
| Battito Infinito                                                    | 16-09-2022            | 24-09-2022            | 14              | 1            |               |

| Album met hitnotering(en) in de Vlaamse Ultratop 200 albums | Datum van verschijnen | Datum van binnenkomst | Hoogste positie | Aantal weken | Opmerkingen   |
| ----------------------------------------------------------- | --------------------- | --------------------- | --------------- | ------------ | ------------- |
| Dove c'è musica                                             | 1996                  | 25-05-1996            | 1(3wk)          | 36           |               |
| Eros                                                        | 1997                  | 01-11-1997            | 6               | 46           | Verzamelalbum |
| Eros Live                                                   | 1998                  | 31-10-1998            | 13              | 15           | Livealbum     |
| Stilelibero                                                 | 2000                  | 04-11-2000            | 6               | 30           |               |
| 9                                                           | 2003                  | 14-06-2003            | 3               | 13           |               |
| Calma apparente                                             | 2005                  | 05-11-2005            | 12              | 41           |               |
| E²                                                          | 2007                  | 03-11-2007            | 11              | 28           |               |
| Ali e radici                                                | 2009                  | 30-05-2009            | 6               | 21           | Goud          |
| Eros best love songs                                        | 2012                  | 11-02-2012            | 6               | 38           |               |
| Noi                                                         | 2012                  | 24-11-2012            | 3               | 37           |               |
| Eros 30                                                     | 2014                  | 08-11-2014            | 54              | 17           |               |
| Perfetto                                                    | 2015                  | 23-05-2015            | 3               | 29           |               |
| Duets                                                       | 2017                  | 25-11-2017            | 101             | 10           |               |
| Vita ce n'è                                                 | 2018                  | 01-12-2018            | 12              | 16           |               |

### Singles
| Single met eventuele hitnotering(en) in de Nederlandse Top 40 | Datum van verschijnen | Datum van binnenkomst | Hoogste positie | Aantal weken | Opmerkingen                                                |
| ------------------------------------------------------------- | --------------------- | --------------------- | --------------- | ------------ | ---------------------------------------------------------- |
| Ma che bello questo amore                                     | 1988                  | 11-06-1988            | 9               | 7            | Nr. 17 in de Single Top 100                                |
| La luce buona delle stelle                                    | 1988                  | -                     |                 |              | met Patsy Kensit / Nr. 98 in de Single Top 100             |
| Musica è                                                      | 1988                  | 14-01-1989            | 12              | 8            | Nr. 14 in de Single Top 100                                |
| Ti sposerò perché                                             | 1989                  | 10-06-1989            | tip11           | -            | Nr. 61 in de Single Top 100                                |
| Terra promessa                                                | 1989                  | 05-08-1989            | tip6            | -            | Nr. 51 in de Single Top 100                                |
| Se bastasse una canzone                                       | 1990                  | 05-05-1990            | 2               | 12           | Nr. 4 in de Single Top 100 / Alarmschijf                   |
| Amarti è l'immenso per me                                     | 1990                  | 28-07-1990            | 26              | 5            | Nr. 30 in de Single Top 100                                |
| Dolce Barbara                                                 | 1990                  | 27-10-1990            | 24              | 4            | Nr. 27 in de Single Top 100                                |
| Ancora vita                                                   | 1991                  | 02-11-1991            | tip12           | -            | Nr. 64 in de Single Top 100                                |
| Cose della vita                                               | 14-04-1993            | 15-05-1993            | 11              | 10           | Nr. 12 in de Single Top 100                                |
| Un'altra te                                                   | 1993                  | 07-08-1993            | tip2            | -            |                                                            |
| Più bella cosa                                                | 09-04-1996            | 18-05-1996            | 29              | 4            | Nr. 23 in de Single Top 100                                |
| Stella gemella                                                | 1996                  | 17-08-1996            | tip14           | -            |                                                            |
| Quanto amore sei                                              | 29-09-1997            | -                     |                 |              | Nr. 84 in de Single Top 100                                |
| Cose della vita - Can't stop thinking of you                  | 1998                  | 24-01-1998            | 4               | 15           | met Tina Turner / Nr. 4 in de Single Top 100 / Alarmschijf |
| Terra promessa                                                | 18-05-1998            | 30-05-1998            | tip22           | -            | Nr. 84 in de Single Top 100                                |
| Fuoco nel fuoco                                               | 02-10-2000            | -                     |                 |              | Nr. 79 in de Single Top 100                                |
| Più che puoi                                                  | 07-05-2001            | 19-05-2001            | tip5            | -            | met Cher / Nr. 43 in de Single Top 100                     |
| Per me per sempre                                             | 2001                  | -                     |                 |              | Nr. 85 in de Single Top 100                                |
| Un'emozione per sempre                                        | 12-05-2003            | 31-05-2003            | tip12           | -            | Nr. 43 in de Single Top 100                                |
| Un attimo di pace                                             | 29-09-2003            | -                     |                 |              | Nr. 84 in de Single Top 100                                |
| Solo ieri                                                     | 16-02-2004            | -                     |                 |              | Nr. 96 in de Single Top 100                                |
| I belong to you (Il ritmo della passione)                     | 20-01-2006            | 04-02-2006            | 7               | 16           | met Anastacia / Nr. 6 in de Single Top 100                 |
| Parla con me                                                  | 24-04-2009            | -                     |                 |              | Nr. 83 in de Single Top 100                                |
| Un angelo disteso al sole                                     | 12-10-2012            | -                     |                 |              |                                                            |

| Single met hitnotering(en) in de Vlaamse Ultratop 50 | Datum van verschijnen | Datum van binnenkomst | Hoogste positie | Aantal weken | Opmerkingen                                   |
| ---------------------------------------------------- | --------------------- | --------------------- | --------------- | ------------ | --------------------------------------------- |
| Ma che bello questo amore                            | 1988                  | 02-07-1988            | 16              | 6            | Nr. 21 in de Radio 2 Top 30                   |
| Musica è                                             | 1988                  | 28-01-1989            | 15              | 8            | Nr. 25 in de Radio 2 Top 30                   |
| Se bastasse una canzone                              | 1990                  | 19-05-1990            | 2               | 16           | Nr. 2 in de Radio 2 Top 30                    |
| Amarti è l'immenso per me                            | 1990                  | 25-08-1990            | 26              | 4            | Nr. 14 in de Radio 2 Top 30                   |
| Dolce Barbara                                        | 1990                  | 17-11-1990            | 46              | 2            | Nr. 17 in de Radio 2 Top 30                   |
| Ancora vita                                          | 1991                  | 30-11-1991            | 34              | 4            | Nr. 17 in de Radio 2 Top 30                   |
| Cose della vita                                      | 1993                  | 08-05-1993            | 1(3wk)          | 17           | Nr. 1 in de Radio 2 Top 30                    |
| Un'altra te                                          | 1993                  | 14-08-1993            | 12              | 12           | Nr. 9 in de Radio 2 Top 30                    |
| Favola                                               | 1993                  | 11-12-1993            | 28              | 7            | Nr. 23 in de Radio 2 Top 30                   |
| A mezza via                                          | 1994                  | 27-08-1994            | 45              | 1            | Nr. 30 in de Radio 2 Top 30                   |
| Più bella cosa                                       | 1996                  | 20-04-1996            | 12              | 17           | Nr. 12 in de Radio 2 Top 30                   |
| L'aurora                                             | 1996                  | 23-11-1996            | tip7            | -            |                                               |
| Quanto amore sei                                     | 1997                  | 11-10-1997            | 43              | 2            |                                               |
| Cose della vita - Can't stop thinking of you         | 1998                  | 24-01-1998            | 21              | 11           | met Tina Turner / Nr. 21 in de Radio 2 Top 30 |
| Terra promessa                                       | 1998                  | 23-05-1998            | tip8            | -            |                                               |
| That's all I need to know - Difendero' (Live)        | 1998                  | 07-11-1998            | tip10           | -            | met Joe Cocker                                |
| Fuoco nel fuoco                                      | 2000                  | 21-10-2000            | 47              | 2            |                                               |
| Un angelo non è                                      | 2001                  | 03-02-2001            | tip8            | -            |                                               |
| Più che puoi                                         | 2001                  | 05-05-2001            | tip4            | -            | met Cher                                      |
| L'ombra del gigante                                  | 2001                  | 07-07-2001            | tip8            | -            |                                               |
| Un'emozione per sempre                               | 2003                  | 24-05-2003            | 36              | 8            | Nr. 19 in de Radio 2 Top 30                   |
| Un attimo di pace                                    | 2003                  | 04-10-2003            | tip11           | -            |                                               |
| La nostra vita                                       | 2005                  | 05-11-2005            | tip4            | -            |                                               |
| I belong to you (Il ritmo della passione)            | 2006                  | 04-02-2006            | 2               | 27           | met Anastacia / Nr. 2 in de Radio 2 Top 30    |
| Bambino nel tempo                                    | 26-05-2006            | 03-06-2006            | tip11           | -            |                                               |
| Non siamo soli                                       | 05-10-2007            | 13-10-2007            | tip7            | -            | met Ricky Martin / Nr. 5 in de Radio 2 Top 30 |
| Parla con me                                         | 2009                  | 16-05-2009            | tip7            | -            | Nr. 7 in de Radio 2 Top 30                    |
| Inevitabile                                          | 23-01-2012            | 04-02-2012            | tip46           | -            | met Giorgia                                   |
| Un angelo disteso al sole                            | 2012                  | 20-10-2012            | tip15           | -            | Nr. 24 in de Radio 2 Top 30                   |
| Questa nostra stagione                               | 2013                  | 16-02-2013            | tip30           | -            |                                               |
| Fino all'estasi                                      | 2013                  | 27-07-2013            | tip68           | -            | met Nicole Scherzinger                        |
| Alla fine del mondo                                  | 2015                  | 18-04-2015            | tip55           | -            |                                               |
| Il tempo non sente ragione                           | 2015                  | 04-07-2015            | tip42           | -            |                                               |
| Sei un pensiero speciale                             | 2015                  | 21-11-2015            | tip72           | -            |                                               |
| Vita ce n'è                                          | 2018                  | 27-10-2018            | tip31           | -            |                                               |
| Per le strade una canzone                            | 2019                  | 16-02-2019            | tip             | -            | met Luis Fonsi                                |

### NPO Radio 2 Top 2000
| Nummers met noteringen in de NPO Radio 2 Top 2000 | '99  | '00  | '01  | '02  | '03 | '04  | '05  | '06  | '07  | '08  | '09  | '10  | '11  | '12  | '13  | '14  | '15  | '16 | '17 | '18  | '19  | '20  | '21  | '22  | '23 | '24  |
| ------------------------------------------------- | ---- | ---- | ---- | ---- | --- | ---- | ---- | ---- | ---- | ---- | ---- | ---- | ---- | ---- | ---- | ---- | ---- | --- | --- | ---- | ---- | ---- | ---- | ---- | --- | ---- |
| Cose della vita (met Tina Turner)                 | 590  | -    | -    | 681  | 844 | 918  | 848  | 1007 | 1199 | 994  | 1313 | 1083 | 1238 | 1193 | 1395 | 1611 | 1783 | -   | -   | 1933 | 1304 | 1137 | 1092 | 1211 | 950 | 1252 |
| I Belong to You (met Anastacia)                   | ×    | ×    | ×    | ×    | ×   | ×    | ×    | -    | 1190 | -    | 1511 | 1337 | 1626 | 1654 | 1706 | 1933 | -    | -   | -   | -    | -    | -    | -    | -    | -   | -    |
| Ma che bello questo amore                         | -    | -    | -    | -    | -   | -    | -    | -    | -    | -    | -    | -    | -    | 1819 | -    | -    | -    | -   | -   | -    | -    | -    | -    | -    | -   | -    |
| Musica è                                          | 227  | 467  | 383  | 333  | 384 | 319  | 277  | 307  | 330  | 310  | 354  | 355  | 400  | 442  | 415  | 561  | 559  | 761 | 747 | 891  | 909  | 914  | 815  | 921  | 879 | 990  |
| Se bastasse una canzone                           | 1109 | 1191 | 1255 | 1433 | 867 | 1369 | 1036 | 1291 | 1352 | 1210 | 1688 | 1594 | 1695 | 1781 | 1820 | 1987 | 1887 | -   | -   | -    | -    | 1829 | 1822 | -    | -   | -    |
| Un'emozione per sempre                            | ×    | ×    | ×    | ×    | -   | -    | -    | -    | -    | -    | 1807 | 1741 | 1956 | 1411 | 1573 | 1831 | 1972 | -   | -   | -    | -    | -    | -    | -    | -   | -    |

1. ↑  Een '-' betekent dat het nummer niet was genoteerd, een '×' betekent dat het nummer nog niet was uitgebracht en een vetgedrukt getal geeft de hoogste notering van een nummer aan.

### Dvd's

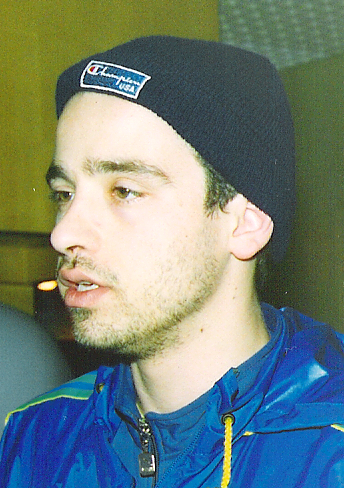
Eros Ramazzotti begin jaren 90.

| Dvd's met eventuele hitnoteringen in de Nederlandse Music Top 30 | Datum van verschijnen | Datum van binnenkomst | Hoogste positie | Aantal weken | Opmerkingen |
| ---------------------------------------------------------------- | --------------------- | --------------------- | --------------- | ------------ | ----------- |
| Stilelibero                                                      | 2004                  | 14-02-2004            | 12              | 7            |             |
| Eros Roma live                                                   | 2004                  | 13-11-2004            | 2               | 45           |             |
| 21.00: Eros live world tour 2009/2010                            | 2010                  | 11-12-2010            | 10              | 17           |             |

| Dvd's met hitnoteringen in de Vlaamse Ultratop muziek-dvd top 10/20 | Datum van verschijnen | Datum van binnenkomst | Hoogste positie | Aantal weken | Opmerkingen |
| ------------------------------------------------------------------- | --------------------- | --------------------- | --------------- | ------------ | ----------- |
| Eros Roma live                                                      | 2004                  | 20-11-2004            | 9               | 2            |             |